# Route nationale 131
Pour les articles homonymes, voir N131 et Route 131.
La route nationale 131, ou RN 131, est actuellement une route nationale française contournant Compiègne par le sud. Elle traverse les communes de Venette, Jaux et Compiègne et relie la RN 31 au Carrefour des Nations-Unies. En 2006, elle est devenue la RD 1131.
De 1824 à 1972, la RN 131 était une route reliant Agen à Manciet via Condom. À la suite de la réforme de 1972, elle a été déclassée en RD 931 sauf une courte section au sud d'Eauze qui fait maintenant partie de la RN 524.
NB : Le nouveau tronçon attribué à la RD 931 entre Aire-sur-l'Adour et Manciet faisait partie de la RN 124.

## Ancien tracé d'Agen à Manciet
- Agen D 931 (km 0)
- Aubiac (km 6)
- Laplume (km 10)
- Lamontjoie (km 16)
- Ligardes (km 22)
- Condom (km 36)
- Mouchan (km 46)
- Gondrin D 931 (km 52)
- Eauze N 524 (km 65)
- Manciet D 931 (km 74)